# 덴무 천황
덴무 천황(일본어: 天武天皇)은 7세기 후반의 일본의 천황이다. 재위는 덴무 천황 2년(673년) 2월 27일(양력 3월 20일)에서 슈초(朱鳥) 원년(686년) 9월 9일(10월 1일)까지였다. 《황통보》(皇統譜)에 정해진 대수에는 제40대 천황이라 지목하고 있다.
형인 덴지 천황이 죽은 뒤, 672년에 임신의 난을 일으켜 조카 오토모 황자(大友皇子, 고분 천황)를 몰아내고 그 이듬해에 천황으로 즉위했다. 치세는 14년. 즉위 기간은 13년에 걸친다. 아스카 기요미하라 궁(飛鳥浄御原宮)을 지었고 뒤를 이은 지토 천황의 시대와 아울러 덴무·지토조 등의 단어로 일괄되곤 한다. 이 시대는 일본의 통치 기구와 종교, 역사, 문화의 원형이 만들어진 중요한 시대로 평가받고 있으며, 덴무 천황의 뒤를 이어 즉위한 지토 천황의 통치도 기본적으로 덴무 천황의 노선을 이어받아 완성시킨 것으로, 그 발의는 덴무 천황에게서 많이 나온 것이다. 문화적으로는 하쿠호(白鳳) 문화의 시대이다. 인사면에서는 황족을 요직에 임명하고 다른 씨족을 하위에 두는 황친정치를 행했지만, 그 자신도 황족에게 제약받지 않는 전제군주로서 군림했다. 야쿠사노 카바네(八色之姓)를 제정하여 기존의 우지(氏)·카바네(姓) 제도를 재편하는 한편, 율령제 도입을 향한 제도 개혁을 진행시켰다. 아스카 기요미하라 령(飛鳥浄御原令)의 제정과 새로운 수도(후지와라쿄) 축조 및 《일본서기》와 《고사기》의 편찬은 덴무 천황이 시작하여 그 사후에 완성한 사업이다.
도교에 관심을 두고 신토(神道)를 정비하여 국가 신도를 확립, 불교를 보호해 국가 불교를 추진했다. 그 외 일본 토착의 전통 문화의 형성에 많은 영향을 끼쳤다. 또한 '천황(天皇)'을 칭호로 삼고 '일본(日本)'을 국호로 정한 최초의 군주로 알려져 있다.

## 생애

### 출생
조메이 천황과 고교쿠 천황의 아들로 태어났다. 훗날 덴지 천황으로 즉위하게 되는 나카노오에 황자(中大兄皇子)와는 동복형제 사이다. 황후 우노노사가라노 히메미코(鸕野讃良皇女)는 후에 지토 천황으로 즉위했다.

#### 탄생년도에 대한 의문
덴무 천황의 삶과 업적에 대한 기록은 《일본서기(日本書紀)》 덴무기(天武紀) 밖에 없다. 하지만 이 역사서는 그의 부인과 아들이 다스리고 있을 때 덴무 천황의 아들이 쓴 것이기 때문에 기록의 정확성에 의문을 가질 수 있다. 가마쿠라 시대에 성립된 《일대요기》(一代要記)나 《본조황윤소운록》(本朝皇胤紹運録), 《황년대략기》(皇年代略記)에는 그의 사망년도가 조금씩 다르게 기재되어 있는데, 이것을 기준으로 그의 탄생년도를 거슬러 계산해보면 스이코 천황 30년(622년)과 31년(623년)이 나온다. 이는 《일본서기》에 그의 형이라 기재된 덴지 천황의 탄생 연도(스이코 천황 34년(626))보다도 훨씬 앞서는 것이다. 이에 대해서 일본 사람들은 《일대요기》를 필사하는 과정에서 56(五十六)을 65(六十五)로 잘못 기재한 것으로 보고, 덴무 천황의 탄생년도는 이를 기준으로 역산해서 631년이라고 여겨왔다.
그런데 패전 뒤, 계도상 아버지가 조메이 천황으로서 덴지 천황의 남동생으로 되어 있는 것과는 달리 실제로는 덴무 천황은 덴지 천황의 이복형(내지는 아버지가 다른 형)이었던 것이 아닐까 주장하는 학설이 등장하게 되었다. 다만 위에서 말한 사료들 안에서, 덴지 천황을 덴무 천황보다 연하로 적은 기사는 보이지 않는다. 또한 덴지 천황의 생년에 대한 사료비판을 차치하고 덴무 천황의 생년만 계산해서 그만큼을 《일본서기》에 기록된 덴지 천황의 생년과 비교한다, 고 했을 때 역전이 생긴다는 것이다. 어쨌든 덴무 천황의 정확한 생년은 미상이다.
《일본서기》 이외의 주요 사료에 기록된 덴지 천황과 덴무 천황의 생년은 다음과 같다.
| 자료                                                      | 덴지 천황               | 덴무 천황               |
| --------------------------------------------------------- | ----------------------- | ----------------------- |
| 《일대요기》                                              | 스이코 천황 27년(619년) | 스이코 천황 30년(622년) |
| 《인수경》(仁壽鏡)                                        | 스이코 천황 22년(614년) | 불명                    |
| 《고후쿠사약년대기》(興福寺略年代記)                      | 조메이 천황 3년(631)    | 조메이 천황 12년(640)   |
| 《신황정통기》(神皇正統記) 《여시원연대기》(如是院年代記) | 스이코 천황 22년(614년) | 스이코 천황 22년(614년) |
| 《신황정통록》(神皇正統録) 《본조황윤소운록》             | 스이코 천황 22년(614년) | 스이코 천황 30년(622년) |
| 《황년대략기》                                            | 스이코 천황 22년(614년) | 스이코 천황 31년(623년) |

#### 이름의 유래
덴무 천황의 휘는 오아마(大海人)이다. 어려서 오아마씨(凡海氏) 로부터 양육받은 데에서 연유한 것이다. 《일본서기》에 직접적으로 그렇게 휘를 적은 것은 아니지만, 덴무 천황이 죽었을 때 그의 빈소에서 오아마노 아라카마(凡海麁鎌)가 임생(壬生)를 뇌한 것에서 이렇게 추측한다.
일본식 시호는 아마노누나하라오키노마히토노스메라미코토(일본어: 天渟中原瀛真人天皇). 「오키(瀛)」는 중국 도교에서 말하는 동방 삼신산의 하나인 영주산(瀛洲山), 「마히토(일본어: 眞人)」란 뛰어난 도사를 뜻하며 모두 도교적인 단어에서 따온 것이다. 중국풍 시호인 「덴무(天武)」는 역대 천황들과 마찬가지로 나라 시대에 오우미노 미후네에 의해 찬진되었다. 근대에 모리 오가이는 중국의 《국어》(國語) 초어(楚語) 하(下)에 나오는 「천사(天事)는 무(武), 지사(地事)는 문(文), 민사(民事)는 충(忠) · 신(信)이라」라는 구절에서 「덴무」라는 시호가 유래한 것이라고 주장했다. 따로 한 무제를 모방했다는 설과 「하늘이 무왕을 세워 나쁜 왕(주왕)을 멸했다」는 말에서 유래했다는 설도 있다.

### 사이메이 천황의 죽음까지
오아마의 아버지인 조메이 천황은 그가 아직 어렸을 때 죽었다. 형인 나카노오에가 고교쿠 4년(645년) 6월 12일에 20세의 나이로 을사의 변을 일으켜 소가노 이루카를 참살했을 때, 오아마는 나이가 어려 음모에는 가담하지 않았다. 사건의 결과로 소가씨 본종가는 몰락하고 퇴위한 고교쿠 천황의 뒤를 이어 고토쿠 천황이 즉위했다. 그 뒤 하쿠치 4년(653년)에 고토쿠 천황이 사이가 틀어진 나카노오에가 나니와에서 야마토(倭)로 옮길 때 행동을 함께 했었다. 이윽고 고토쿠 천황이 병으로 죽자, 퇴위했던 고교쿠 천황이 복위하여 사이메이 천황이 되었다.
오아마는 황태자가 된 형 나카노오에의 딸을 차례대로 네 명까지 아내로 맞이했다. 백제 부흥운동을 지원하기 위한 원병 파병문제로 어머니 사이메이 천황과 형 나카노오에가 지쿠시(筑紫)로 궁을 옮길 때 오아마도 아내를 데리고 함께 갔다. 그 여행중인 사이메이 7년(661년) 1월 8일에, 아내 오타노 히메미코(大田皇女)는 오쿠노우미(大伯海)에서 딸 오오쿠노 히메미코(大伯皇女)를 낳았다. 다른 황자인 오오쓰 황자(大津皇子)의 이름도 지쿠시의 나오쓰(娜大津)에서 태어난 것에서 유래했다고 한다. 또한 왕녀 누카타(額田)를 아내로 삼아 자식을 두었는데, 누카타노 오키미는 나중에 나카노오에의 왕비가 되었다. 이 삼각 관계가 훗날 형제가 불화하는 원인이 되었다는 설이 있는데 이에 대해서는 찬반 양론이 있다.

### 덴지 천황의 즉위와 황태제(皇太弟) 책봉
사이메이 천황이 죽은 뒤, 나카노오에는 즉위식을 행하지 않고 칭제의 형식으로 통치했다. 덴지 3년(664년) 2월 9일에, 오아마는 나카노오에의 명으로 관위 26계제를 시행하고, 우지카미(氏上)을 인정하며 민부(民部)와 가부(家部)를 정하는 것을 군신에게 선포했다. 덴지 6년(667년) 2월 27일에 간신히 사이메이 천황의 장례 의식이 이루어졌는데, 하시히토노 히메미코(間人皇女)가 사이메이 천황과 합장되었고 오타노 히메미코가 그 능 앞에 묻혔다. 모두 오오아마에게는 어머니, 누나(혹은 여동생) 그리고 아내에 해당하는 이들이었다.
7년(668년) 1월 7일, 나카노오에는 비로소 즉위식을 거행했다. 《일본서기》 권28 덴무 천황 즉위전기에는 이때 오아마가 동궁이 되었다고 기록했으나, 같은 책의 권27 덴지키(天智紀)에는 이 기록이 없다. 덴지키 안에서 오아마는 「대황제(大皇弟)」, 「동궁태황제(東宮太皇弟)」, 「동궁(東宮)」 등으로 기록된다. 《일본서기》는 임신의 난 이전부터 오아마를 '천황'으로 적는 등, 그의 지위에 관해서는 신뢰할 수 없는 부분이 있다. 때문에 기록대로 오아마가 처음부터 황태자의 지위였다고 보는 학자도 있지만, 「대황제」 등의 단어는 임신의 난으로 정권을 찬탈한 덴무 천황의 행동을 정당화하기 위한 수식으로 실제로는 그러한 지위가 아니었다는 설, 단순한 존칭일 뿐 황위계승 예정자를 의미하지는 않는다는 설 등, 오아마의 황태자 책봉 사실을 의심하는 설도 유력하다.
그가 황위 계승자로 인정되고 있었는가 어쨌는가의 문제를 떠나, 일단 덴지 천황의 조정에서 그가 매우 중요한 역할들을 수행했던 것만은 분명하다. 하지만 두 사람 사이가 그렇게 좋았던 것 같지도 않다. 후지와라씨의 집안 전승인 《도지 가전(藤氏家傳)》에 보면, 어느 날 궁에서 벌어진 연회에서 취기로 형왕(兄王)에 대한 감정이 격해진 오아마가 장창을 가져다 덴지 천황이 보는 앞에서 상판(床板)에 꽂았으며, 격노한 덴지 천황이 그를 죽이려는 것을 내대신(內大臣)이던 후지와라노 가마타리의 만류로 무사했다고 전한다. 이 일은 덴지 천황 7년(668년)의 일로 추측되고 있다.
덴지 10년(671년) 1월 2일, 덴지 천황은 아들 오토모노 미코(大友皇子)를 태정대신(太政大臣)으로 임명하고, 좌대신(左大臣) · 우대신(右大臣)과 어사대부(御史大夫)를 보좌로 붙였다(《해동제국기》). 태정대신은 국정을 총람하는 관직으로서 그 직무는 기왕에 오아마가 해온 일들과도 겹치는 것이었다. 《일본서기》는 이 직후에 「동궁태황제가 관위 · 법도를 시행시켰다」고 적었지만, 「어떤 책에 이르기로는(或本云)」 하고 운을 떼며 오토모가 이것을 했다고 주하고 있다. 또한 《회풍조》(懐風藻)는 오토모가 덴지 10년에 황태자가 되었다고 적었다. 일본의 대부분의 역사학자들은 《일본서기》에 주석으로 달린 「어떤 책」 쪽을 택하거나, 이 기사를 덴지 3년(664년) 2월 9일의 관위 26층제의 중출로 보기도 한다. 어쨌든 오토모의 태정대신 임명과 더불어 오아마는 조정으로부터 사실상 완전히 소외된 것으로 보인다. 오토모가 태정대신으로서 오아마의 직무를 행하게 된 것은 오토모에게 황위를 잇게 하려는 덴지 천황의 의도가 강하게 표출된 것이라는 데에는 반론이 없다.

### 임신의 난
《일본서기》에 따르면, 덴지 천황은 병이 깊어진 10년(671년) 10월 17일에 오아마를 병상에 불러 "내 병이 심하니 뒷일은 너에게 맡기겠다."는 말을 했다고 한다. 미리 측근인 소가노 야스마로(蘇我安麻呂)의 경고를 받은 오아마는 "황후(야마토히메노 황후)에게 즉위하게 하시고 오토모에게 여러 정사를 행하게 하소서. 신은 천황을 받들어 출가수도하고자 합니다."라며 사양했다. 그리고 그 날 오아마는 삭발하고 요시노(吉野, 지금의 일본 나라현)로 낙향했다. 요시노에서 그는 우노노사가라노 히메미코와 구사카베 황자 등의 가족, 소수의 사인과 궁녀를 거느리고 은둔생활을 했다고 한다. 한편 오미의 오쓰노미야(大津宮, 오늘날의 일본 오쓰시)에서는 덴지 천황의 뒤를 이어 오오토모가 조정의 일을 맡아 후계가 되었다.(다만 즉위했는지 어땠는지에 대해서는 확실하지 않다)
이듬해인 672년 6월 22일, 오아마는 요시노에서 거병을 결의하고, 무라쿠니노 오요리(村國男依) 등을 미노에 사자를 파견했다. 그리고 이틀 뒤 그 자신은 몇 명의 측근만을 거느린 채 뒤를 따랐다. 오아마는 후와(不破)의 길을 봉쇄해 오미 조정과 도고쿠(東國) 사이의 연락을 차단한 뒤, 군사를 일으키는 사자를 히가시야마(東山, 시나노 등지)와 도카이의 오와리 등지에 보냈다. 그리고 야마토 분지에서 오토모노 후케이(大伴吹負)가 거병, 아스카의 야마토쿄(倭京)을 급습해 점령했다. 이윽고 도고쿠에서 수만의 군세가 후와에 집결, 오미와 야마토 두 길로 진군했다. 오미 방면으로 진군한 군세가 비와호 동쪽을 돌아 세키가하라를 비롯한 각지에서 조정측 군사들을 수차례 격파한 끝에, 7월 23일 오토모는 자결하고 난은 막을 내렸다.

### 치세
오토모가 죽은 뒤에도 오아마는 한동안 미노에 머무르며 전후 처리를 모두 끝낸 다음에야 아스카의 시마 궁(島宮)을 거쳐 오카모토 궁(岡本宮)에 들어갔다. 여기에 더해 동남쪽으로 조금 떨어진 곳에 새로이 대극전(大極殿)을 지었다(두 궁을 아울러 아스카 기요미하라 궁이라 이름붙인 것은 만년의 일). 673년 2월 27일에 즉위식을 거행한 천황은 우노노사라라노 히메미코를 황후로 삼고, 재위 기간에 한 명의 대신도 두지 않고 자신이 직접 정무를 살폈다. 또한 천황은 딸 오쿠노 히메미코(大来皇女)를 사이오로서 이세 신궁을 모시게 하고, 앞서 조메이 천황이 지었던 백제대사(百濟大寺)를 옮겨 다카이치노오데라(高市大寺)로 삼는 등 신도와 불교를 아울러 진흥시키는 정책을 펼쳤다. 덴무 천황의 여러 정책은 아래에 설명하였다.
황자들이 성장하자 덴무 8년(679년) 5월 5일에 황후와 덴무 천황 소생 4명, 덴지 천황 소생의 2명과 함께 요시노노미야로 가서 6일에 그곳에서 천황과 황후는 여섯 명을 한 부모를 둔 자식처럼 대우하고 자식들끼리는 서로 협력한다는, 요시노 맹약을 행했다. 하지만 6명은 평등한 관계를 유지할 수 없었고, 구사카베노 황자가 첫 번째, 오오쓰 황자가 다음, 가장 연장자였던 다케치 황자가 세 번째로 맹세했으며 이 서열은 덴무 천황의 치세 내내 유지되었다. 덴지 천황의 소생은 황태자 자리에서 밀려났지만 덴무 천황의 소생인 구사카베는 덴지 천황의 딸 아베노 히메미코(阿閉皇女, 훗날의 겐메이 천황)와 혼인했고, 오오쓰는 야마베 황녀(山辺皇女)와 혼인했다. 덴지 천황의 소생인 가와시마 황자(河島皇子)는 덴무 천황의 딸인 하쓰세베 황녀(泊瀬部皇女)와 결혼했다.
천황과 황후는 덴무 10년(681년) 2월 25일에 율령을 정할 계획을 세웠고, 동시에 구사카베노 황자를 황태자로 세웠다. 하지만 12년(683년) 2월 1일부터는 오쓰 황자에게도 조정의 일을 맡게 했다. 오오쓰 황자는 여러 가지 재능이 많다는 칭송이 있었다. 재위 14년만인 덴무 15년(686년) 5월 24일, 덴무 천황은 병을 얻었다. 불법의 영험을 빌어 쾌유를 빌었지만 효과를 보지 못하고, 황후와 황태자에게 7월 15일에 정치를 위임했다. 7월 20일에는 새로운 연호가 슈초(朱鳥)로 정해졌다. 그 뒤로도 신불에 쾌유를 비는 것은 이어졌지만 아무런 소용도 없이, 9월 11일에 덴무 천황은 숨을 거두었다.

### 장례와 능묘
덴무 천황이 죽고 한 달이 지난 10월 2일에 오오쓰노 황자가 모반 혐의로 붙잡혀 바로 다음날 처형되었다. 빈소에 모셔진 시신은 오랫동안 매장되지 않고, 황태자가 백관을 인솔해 몇 번이나 의식을 반복해 지토 2년(688년) 11월 21일에야 오우치 능(大内陵)에 묻혔다. 지토 3년(689년) 3월 13일에 구사카베 황태자가 죽었으므로, 황후 우노노사라라노 히메미코가 천황으로 즉위했다(지토 천황). 능은 히노키기미오우치 능(檜隈大内陵, 지금의 일본 나라 현 다카이치군 아스카무라 오오치노구치), 노구치 오우노하키(野口王墓) 고분. 지토 천황의 무덤과 함께 조성된 부부합장릉이다. 일본 고대 천황의 능으로서는 드물게 그 능묘 비정에 의심의 여지가 전혀 없다고 여겨지지만, 가마쿠라 시대인 분랴쿠 2년(1235년)에 도굴당해 대부분의 부장품을 도둑맞았다. 관도 외부 공기에 노출되었지만 유해는 그대로 보전되었는데, 천황의 두개골에 그때까지도 흰 머리카락의 흔적이 남아 붙어 있었다고 한다. 지토 천황의 유골은 화장되어 은으로 만든 유골함에 담겨져 있었지만, 유골함만 도굴범이 훔쳐가고 유골은 근처에 아무렇게나 내버려졌다. 후지와라노 사다이에의 일기 《메이게쓰키》(明月記)에 도굴의 전말이 실려 있다. 또한 도굴당했을 때 작성된 《아후노야마료우키》(阿不幾乃山陵記)에 석실의 모습이 실려 있다.

## 업적

### 통치 개시의 포부
《일본서기》에 따르면 임신의 난이 승리로 끝난 직후에도 덴무 천황은 덴지 천황의 궁이 있던 오미의 오쓰노미야가 아니라 아스카의 옛 수도로 향해 갔다. 덴무 2년(673년) 윤6월에 왜국에 도착한 탐라(耽羅)의 사신 앞에서 천황은 8월 25일, 「즉위를 축하하는 사절은 받겠지만 선왕(덴지 천황)에 대한 조문 사절은 받지 않겠다」는 조를 내렸다고 한다. 임신의 난으로 「새롭게 천하를 평정하고, 처음으로 즉위」했다고 고함으로써, 덴지 천황의 후계자가 아닌 새로운 왕통의 창시자로서 자신을 평가하려고 했던 것이다. 
사실 생존의 위협을 느끼고 거의 쫓기다시피 내려간 요시노에서 은거하다가 몇 안 되는 측근을 거느리고 도고쿠로 향해, 금세 수만의 군을 일으켜 불과 반년만에 승리를 얻어 천하를 움켜쥔 덴무 천황의 입지전적인 삶은 당시 사람들에게는 강렬한 인상을 주었다.
일본에서 군주가 처음으로 「天皇」을 칭한 것은 덴무 천황이 최초라는 설이 오늘날에는 가장 유력하다. 일설에는 이 호칭이 처음에는 덴무 천황이라는 이 위대한 군주 단 한 명만을 위해 바쳐진 존칭이었고, 후대의 천황들이 그의 강력한 카리스마를 이어받고자 「天皇」을 군주의 칭호로 삼아 지금까지 전해지게 되었다고 한다.
치세 동안에 단 한 명의 대신도 두지 않고 법관, 병정관 등을 자신의 직속으로 두어 스스로 정무를 보았던 덴무 천황은 조정의 요직에 왕족을 등용했는데(황친정치) 그렇다고 해서 왕족이 기존의 귀족 세력을 제치고 국가를 장악하게 된 것은 아니었으며(덴무 천황 자신도 그것을 바라지 않았다) 권력은 어디까지나 천황 개인에게 집중되어 있었다. 중신에게 정무를 맡기는 일도 없이, 신하의 합의나 동의에 의지하는 일도 없이, 천황 스스로가 군림하고 통치함으로써 그는 일본 역사상 보기 드문 최고도의 권력 집중을 이루어냈다. 천황의 강한 카리스마는 고대 일본의 역사에서 천황 전제의 정점이 되었다.
하지만 아무리 천황 중심의 전제정치가 고도화로 이루어졌다 해도, 중국이나 한국에서 한 것과 같은 초야로부터의 대대적인 인사 발탁은 일절 이루어지지 않았고, 임신의 난에서 공을 세운 공신이라 해도 지방 출신자는 여전히 기존의 귀족층 아래에 놓여진 채로 있었다. 임신의 난이 본질적으로 같은 왕실 내부의 왕위 계승 다툼의 범주를 벗어나지 못했던 탓이기도 하지만, 덴무 천황이 추진한 이 고도의 전제군주화도 결국 귀족제적인 한계를 넘지는 못했다는 지적이 있다.

### 관제개혁
즉위하고 얼마 되지 않은 덴무 2년(673년) 5월 1일, 천황은 처음으로 궁정에서 일할 사람을 대사인(大舍人)으로 하여, 재능에 따라 직무를 맡기는 제도를 준비했다. 아울러 부녀로서 바라는 사람에게는 모두 궁에 들어와 근무할 수 있도록 허락했다. 덴무 5년(674년) 1월 25일에는 기나이(畿內) · 미치노쿠(陸奧) · 나가토(長門) 이외의 고쿠시는 다이산(大山) 이하로만 임명하도록 정했다(이는 관위상당의 단초가 되었다). 또한 기나이 이외의 다른 구니의 오미(臣) · 무라치(連) · 도모노 미야쓰코(伴造) · 구니노 미야쓰코(國造)의 자손과 재능이 뛰어난 서민이 궁에 출근하는 것을 허락했다. 7년(678년) 10월 26일에는 매년 관리의 고선(考選, 근무평가제)을 행하여 그에 따라 위계를 올려주는 제도를 정하고, 그 사무를 법관, 법관의 관리는 대변관(大弁官)이 맡도록 했다. 14년(685년)에는 새로운 관위를 정했다.
덴무 10년(681년) 2월 25일, 천황은 율령을 정하고 법식을 고치는 대사업에 착수했다. 이는 관리들에게 분담시켜 진행되었지만 천황이 살아있는 동안에는 완성을 보지 못하고, 지토 3년(689년) 6월 29일에야 영(令)만 발포되었다(아스카 기요미하라 령). 관위 제도는 형인 덴지 천황이 정한 다이치(大織)에서 쇼켄(小建)까지의 관위 26계제를 답습했다. 덴무 천황 당시를 살았던 신하들이 받은 관위는 미노 왕(美濃王)과 다이마노 도요하마(當麻豊浜)가 받은 쇼쟈(小紫)가 기록상 보이는 가장 높은 것이다. 이와 병행해 덴무 4년(675년) 3월 16일에 처음 보이는, 여러 왕족을 대상으로 하여 4,5위 등 숫자에 '위'를 붙이는 위계도 만들어졌다. 기록상 덴무 당시의 왕족들이 받은 위로서는 3위에서 5위까지가 보이고 있다. 덴무 14년(685년) 1월 21일에 새로운 관위 48층제를 정했다. 왕족과 신하에서는 다른 위계가 마련되어 있었고 태자에게도 하사되었다. 실제로 하사할 수 있었던 가장 높은 위는 왕자 구사카베에게 내려진 세이코이치(淨廣壹)이다.
덴무 천황이 확립한 여러 제도는 후대의 다이호 율령이나 요로(養老) 율령과는 미묘하게 다른 부분이 있지만 실질적인 의의나 내용은 같으며, 이는 율령관인제의 골격을 이루고 있다. 또한 덴무 천황 당시의 관제는 명확히 알려지지 않고 있지만, 정무를 논의하는 여러 명의 납언(納言)으로 구성된 태정관(太政官), 그 아래에 민관(民官) ・ 법관(法官) ・ 병정관(兵政官) ・ 대장(大蔵) ・ 이관(理官) ・ 형관(刑官)의 6관과 나머지 다른 관사가 있었을 것으로 보인다. 학자에 따라 덴무조가 가지는 의의를 다르게 평가하기도 하지만, 덴무 정권 아래서 일본 율령체제의 기초가 정해졌다는, 덴무조의 의의를 높게 평가하는 이들이 대다수다.

### 씨족 및 민정 문제
중앙집권국가의 건설을 향한 새로운 정책을 적극적으로 추진했던 천황은 호족과 지샤가 토지와 인민을 사적으로 지배하는 것을 일체 부정하고, 여러 호족을 천황 중심의 관리 질서에 짜넣어 국가의 지배를 관철하려는 정책을 펼쳤다. 우선 덴무 4년(675년) 2월 15일, 선대 덴지 3년(664년)부터 모두에게 인정되었던 부곡과, 황족 · 신하 · 사원에게 인정되었던 산택 · 섬과 포구 · 임야 · 연못을 다시 거둬들인다는 조를 내렸다.

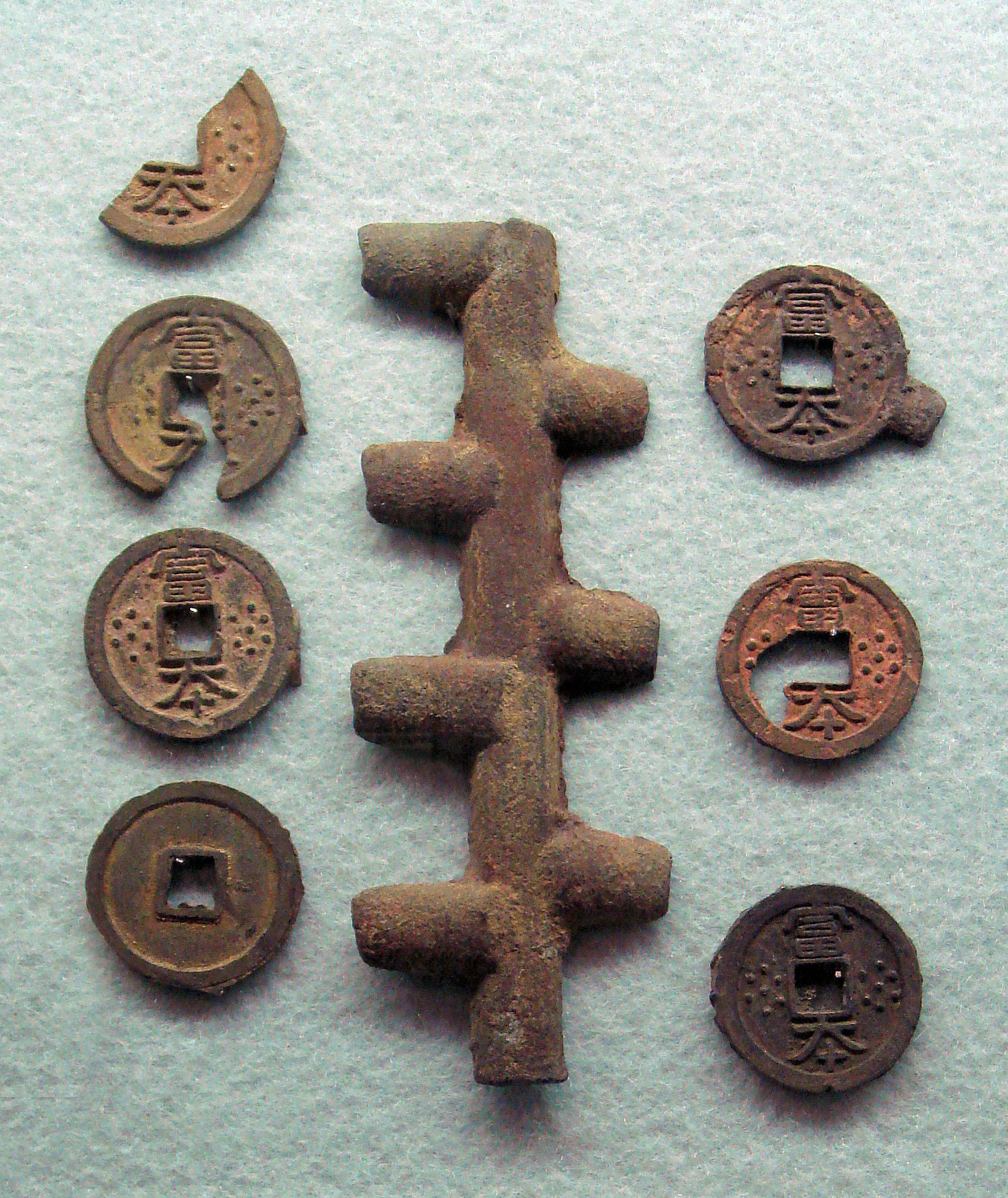
일본에서 가장 오래된 화폐로 인정받고 있는 부본전(富本錢)

 나아가 현지의 유력자가 사적으로 지배하는 것을 부정하고 관위나 관직, 공적에 따라 개인에게 봉호(식봉)를 주는 형식으로 전환했다. 이러한 봉호 도입 자체는 덴무 천황 이전부터의 것이지만, 내막의 전환은 단계적으로 진행되었다. 우선 5년(676년) 5월 14일에 서쪽 지방에 있는 봉호의 세를 거두어 도고쿠로 옮기고, 한 사람을 장기간 같은 장소에 봉하는 것으로 생겨나는 피봉자와 현지와의 주종적 관계를 끊으려고 했다. 8년(679년) 8월 2일에 쇼킨(小錦) 이상의 황족과 신하에게 일괄적으로 식봉을 지급함으로써 신제도로의 전환은 완료되었다. 이를 전후해 8년(679년) 4월 5일, 사찰의 식봉 조사를 명하고 9년(680년) 4월에 그 연한을 30년으로 한정했다. 11년(682년) 3월 28일에 이르러 식봉을 없애긴 하지만, 실제로는 그 뒤로도 봉호가 계속 이루어졌다. 뭔가 제도 개정(아마 식봉의 관리에의 관여를 금지하는 조치)이 이루어진 것은 아닐까 여겨진다. 천황의 의도는 귀천의 차이를 자신이 정한 질서대로 정하려 한 것이었고, 한미한 씨족의 가바네(姓)을 승진시켜 우대하는 조치를 취하며 덴무 13년(684년) 10월 1일, 고대의 가바네 제도를 정해 전면적으로 재편성했다. 이것이 야쿠사노 가바네(八色之姓)이다. 왕족에 준하는 가바네를 마히토(眞人), 기존의 오미(臣)를 아손(朝臣), 무라치(連)는 스쿠네(宿禰) 등으로 삼고, 여기에 임신의 난에서 세운 공적도 가미하여 카바네를 정했다.
일본 최초의 화폐로 여겨지는 부본전(富本錢)이 주조된 것도 덴무 천황의 시대다. 다만 부본전은 주술용일 뿐 실제 시장에서 거래된 화폐는 아니었다는 설, 부본전보다 앞서 무문은전(無紋銀錢)이 통용되고 있었다는 설도 있다.

### 숙청 그리고 위협
덴무 천황은 고위 황족 신하에게 유배 이하의 처분을 많이 내렸다. 이는 덴무 4년(675년) 4월 8일에 조참(朝參)이 금지된 다이마노 히로마로(當摩廣麻呂)와 구누노 마로(久努麻呂)를 시작으로, 4월 23일에 이나바에 유배당한 3위 황족 오미 왕(麻続王) 같은 고관에까지 이르렀다. 11월 3일에는 궁의 동쪽의 산에 올라가 '요망한 말'을 지껄이고 자살한 사람이 나왔다. 5년(676년) 9월 12일에는 지쿠시다자이(筑紫大宰)였던 왕족 야가키 왕(屋垣王)이 도사(土左)에 유배되고, 6년(677년) 4월 11일에는 구이타노 나쿠라(杙田名倉)가 이즈 섬(伊豆島)에 유배당했다.
위협적인 조도 여러 차례 내렸다. 4년(675년) 2월 19일, 천황은 군신·백료와 천하의 인민을 향해 "모든 악을 하지 말라!"는 조를 내리고 있다. 6년(677년) 6월에는 야마도노아야(東漢) 집안이 정치 모의에 참가했던 과거를 수십 년전의 일까지 끄집어내 꾸짖으면서, "큰 은혜를 내려 용서하겠지만 앞으로는 용서하지 않는다"는, 야마도노아야 집안으로서는 위협적인 언사를 던지고 있다. 8년(679년) 10월 2일에는 "왕경(王卿) 등이 태만하여 악인을 간과하고 있다!"며 경고하기도 했다.
이러한 처벌은 한국이나 중국의 전제군주와도 별반 다를 것이 없었다. 천황이 이러한 숙청이나 위협적인 조를 내리는 시기는 주로 덴무 4년(675년)부터 6년(677년)에 몰려있는데, 그 무렵 천황은 부곡과 산택을 호족으로부터 거두어들여 국가공령화하는 조를 내리고 한창 식봉 개혁을 진행시키고 있었다. 천황의 정책으로 피해를 보게 된 기존 기득권층의 반발을 사서 처벌이라는 방법으로 누를 수밖에 없었다는 것이다. 또한 임신의 난의 전후 처리를 봐도, 고관에게 사형을 선고한 것은 없다. 처벌만큼이나 은사도 자주 내려서 8년(679년) 12월 2일의 은사에 의해 그때까지 유배된 사람도 사면되었을 것으로 보인다.

### 외교
덴무 천황이 임신의 난을 일으킨 것은, 웅진도독부(熊津都督府) 장군의 자격으로 왜에 파견되었던 당의 사자 곽무종(郭務悰)이 5월 30일에 귀국하고 나서 약 한 달이 지난 6월 22일의 일이었다. 백강구 전투 패전 뒤, 한반도에서는 신라가 당을 몰아내기 위한 전투를 벌이는 한편으로 일본과의 통교가 이루어져 외교적인 여건은 약간 호전되고 있었다. 기록된 것만 보면 덴무 천황은 신라와 여러 차례 사신을 주고받은 반면 당과는 별로 사신을 주고받지 않았다. 신라뿐 아니라 탐라에서도 사절이 왔는데, 11년(682년) 7월 25일에는 난세이 제도의 다네(多禰, 지금의 다네가시마), 야쿠(掖玖), 아마네(阿麻禰)의 섬 사람들에게 녹이 내려졌다. 도호쿠에서는 11년(682년) 4월 22일에 고시(越)의 에미시(蝦夷)의 땅 이코키나(伊高岐那)에 고오리(評)를 두었다.
보통 친백제적 성향의 형인 덴지 천황과는 달리 친신라적 성향을 가졌던 것으로 평가받는 덴무 천황이긴 하지만 그렇다고 신라계 도래인을 우대하지도, 백제계 도래인을 푸대접하지도 않았다. 덴무 2년(673년) 윤6월 6일에 사택소명(沙宅昭明), 3년(674년) 1월 10일에 구다라노고니키시 사이쇼(百濟王昌成)에게 관위를 추증했으며, 14년(685년) 10월 4일에는 옛 백제의 승려 상휘(常輝)에 대한 봉호 30호 지급 등 백제인에 대한 많은 혜택을 주고 있다. 그리고 한반도로부터 귀화한 도래인에게는 자신의 원년(674)부터 10년(681)까지 과세를 면제하고, 10년이 지난 8월 10일에는 입국할 때에는 아이였던 자들에게도 면제해주었다.

### 군사
덴무 4년(675년) 10월 20일, 여러 오키미(王) 이하 초위(初位) 이상의 관인의 무장이 의무화되었다. 5년(676년) 9월 10일에는 실제로 무기를 검사했다. 8년(679년) 8월에 적견역(迹見驛)의 집에서 왕경(王卿)들의 말을 달리게 하고, 11월에는 닷타(竜田) 산과 오사카(大坂) 산에 관을 두고, 나니와에는 외벽을 쌓아 올리게 했다. 9년(677년) 9월 9일에는 나가라(長柄) 신사에서 대산위 이하 관인들의 말을 조사한 뒤 기사(騎射)를 해보이게 시켰다. 그 후 12년(683년) 11월 4일에 여러 쿠니에 진법을 가르치도록 명했으며, 13년(684년) 윤 4월 5일에는 "정치의 요점은 군사이다"라 선포하고, 문무 관인과 여러 사람에게 용병과 승마를 배우되 재차 무장이 부족한 사람은 처벌한다는 조를 내렸다. 그리고 이듬해 14년(685년) 8월 11일, 실제로 쿄와 기나이 지역의 인부들의 무기를 검사하고 있다. 11월 4일에는 군대에서 쓰는 지휘용 도구와 대형 무기를 고오리의 역소에 납입하게 했다.
율령제하에서 국군 주력의 위치에 있던 군단은 이 시대에는 아직 설치되어 있지 않았다. 덴무 천황은 관인과 기나이의 무장 강화를 특별정책으로 삼았지만, 이러한 관리 무장 정책은 덴무·지토조 이후로는 보이지 않는다. 관인의 무장화는 군단 창설 이전의 사정에 대응한 것으로 지휘용 도구를 고오리에 거두게 한 것 등 당시의 전국적인 병제에 대해서는 학설이 나뉘고 있다. 고오리의 지방관이 인솔하는 병사들이 있었다는 설이나 후대의 군단과 거의 같은 것이 성립해 있었다는 설, 전통적으로 구니노미야쓰코가 지배해오던 현지 인민을 모아 편성한 구니노미야쓰코군이 그대로 유지되었다고 보는 설이 있다.

### 새로운 궁궐과 수도
임신의 난이 끝난 뒤에도 덴무 천황은 한동안 미노에 머물렀다. 9월이 되어 천황은 오카모토 궁(아스카 오카모토 궁)에 들어갔고 이 해에 새롭게 궁실을 지어 거기로 옮겨 살았다. 이때 덴무 천황이 새로 지은 궁은 그가 죽기 두 달 전인 슈초 원년(685년) 7월 20일에 아스카 기요미하라 궁으로 명명되었다. 현재 일본의 고고학 발굴조사 결과 아스카 궁(아스카 이타부키 궁) III-B기에 해당하는 건물 유적군이 이곳으로 여겨지고 있다. 사이메이 천황 때의 아스카 오카모토 궁을 그대로 사용하면서 에비노코곽(郭)을 추가한 것이 주요부를 이루고 있다는 것이 고고학의 설명이다. 에비노코곽에는 큰 건물터가 하나 있고 당시에는 이곳이 대극전으로 쓰였다.
아스카기요미하라노미야 주변에는 미야코(京)로도 불리는 도시적인 확대가 있었지만, 후대의 후지와라쿄(藤原京)나 헤이조쿄(平城京), 헤이안쿄(平安京)와 같은 동서남북으로 구획된 바둑판같은 길이 정연하게 직교하고 있는 형태의 도시계획은 이루어지지 않았다. 궁궐의 북북동에는 아스카노이케 유적이라 불리는 국가공방이 있었고 궁과 관청에서 쓰는 여러 가지 물건, 그리고 부본전 등의 화폐도 이곳에서 주조되었다고 알려져 있다. 이 궁에 만족하지 않고 덴무 천황은 국가의 '대변혁'에 걸맞은 새로운 궁궐, 영원히 이어질 수도를 건설할 포부를 세우고서 걸맞은 땅을 찾았다. 그렇게 찾아낸 것이 신성(新城), 훗날 후지와라쿄라 불리게 될 새로운 수도의 공사가 덴무 5년(676년) 시작되었다. 《만요슈》에 이 공사를 읊은 노래가 두 수 실려 있는데, 땅을 평평하게 고르고 도로마다 도랑을 파고, 이 때까지 방위로 규제되어 있지 않던 기존의 도로와 건물들을 철거하고 남북으로 뻗은 대로를 주축으로 하는 바둑판 모양의 수도를 조영했지만, 천도는 하지 못했다.
덴무 11년(682년) 3월 1일, 천황은 미노노 오오키미 등에게 명해 지형을 답사하게 하고, 16일에는 그 자신도 직접 이곳을 찾았다. 이듬해 12년(683년) 7월 18일에 미야코를 세울 땅을 둘러본 뒤, 13년(684년) 3월 9일에 궁실을 지을 부지를 정했다.(수정된 도시계획으로 공사가 재개된 것도 그 때였다) 이 새로운 수도의 건설은 천황의 죽음으로 중단되었지만, 천황의 능은 새로운 수도의 중심축이 되는 선을 남쪽으로 연장한 바로 앞에 쓰였다. 덴무 천황은 사후 즉위한 지토 천황에 의해 새로운 수도의 건설은 다시 재개되어 마침내 완성되었고, 이곳은 일본 최초의 본격적인 '도성'으로 평가받고 있다. 또한 천황은 '모름지기 수도란 2, 3개는 더 필요하다'고 생각했고(부도제) 새로운 수도의 건설계획이 한창 진행되던 12년(683년) 12월 17일에 나니와쿄(難波京)를 부수도로 설치했는데, 이곳의 건물은 선대 고토쿠 천황이 지은 나니와노미야(難波宮)을 그대로 이어받은 것이었다. 이듬해 2월 28일에는 시나노에도 부수도를 만들 부지를 살펴보기 위한 목적으로 추측되는 사신을 또 파견했지만, 이것은 일단 실행에는 옮겨지지 않았다.

### 문화
덴무 천황은 일본 고대의 전통적인 문예·전승을 발굴하는 데에 힘을 쏟았다. 외래의 것이 배척된 것은 아니지만, 덴무 이전과 이후의 여러 천황들과 비교해볼 때, 일본 토착 문화의 발굴과 정돈을 향한 그의 노력은 현저하다. 야마토(倭)라는 국호를 '日本'으로 정하고, 군주의 호칭을 '天皇'으로 칭한 것은 덴무 천황이 최초라는 것이 유력하다.
또한 덴무 천황은 그 전까지 민간에서 전해지던 습속을 적극적으로 포용해 그것을 국가 단위의 제사로 소급시키는 데에 성공한다. 오늘날 대부분의 역사학자들은, 후술할 신도의 제사를 포함해 후대에까지 전통으로 전해진 주요 궁정 의식의 대부분은 덴무 천황에 의해 창시(혹은 집대성)되었다고 추정하고 있다. 고세치노마이(五節舞)는 그 확실한 예로 꼽히며, 니이나메노마쓰리(新嘗祭)를 국가제사로 승격시켜 다이죠사이(大嘗祭)를 마련한 것도 덴무 천황이었다. 예술적으로도, 덴무 4년(675년) 2월 9일에는 기나이와 그 주변 지역에서 노래에 뛰어난 남녀·난쟁이·기인들을 궁정에 모으도록 명하고, 4월 23일에 그들에게 녹을 주었다. 6년(677년)에 처음으로 시부(詩賦)를 지었다. 14년(685년) 9월 15일에는 뛰어난 노래와 피리 연주를 자손에게 전하도록 명했고 이듬해 15년(686년) 1월 18일에는 배우와 가인(歌人)들에게 포상을 내렸다는 기록이 남아 있다.
정치적으로는 덴무 10년(681년) 3월 17일에 황태자와 여러 신하들에게 역사책을 편찬하도록 명했다. 훗날 완성되는 《일본서기》 편찬 사업의 효시로 여겨지고 있다. 또한 히다노 아레(稗田阿礼)로 하여금 역대 천황의 계보와 선대로부터 전해지는 구사(舊辭) 등의 기록을 암송하도록 명했는데, 이것이 오노노 야스마로에 의해 성문화된 것이 바로 《고사기》이다. 모두 천황 사후에야 완성되었으며, 오늘날 현존하는 일본 최고의 사서로 꼽힌다. 한편 천문에도 조예가 깊었던 덴무 천황은 재위 4년(675년) 1월 5일에 일본 최초의 천문관측기구인 점성대(占星臺)를 세우게 하기도 했다.
덴무 4년 4월 17일(서기 675년 5월 19일), 천황은 '육식금지령'을 내렸는데, 그것은 4월 1일(5월 3일)부터 9월 30일(10월 27일) 동안 어린 물고기를 잡거나 먹지 말고 보호할 것과 다섯 종류의 가축(소·말·개·원숭이·닭)의 고기를 먹는 것을 금지하는 것이었다. 율령국가를 목표로 한 정책의 일환으로 덴무 11년(681년)에는 기존의 일본 고유의 머리 모양이었던 쌍상투를 바꾸도록 명하고 있다. 이후 일본인들의 머리 모양은 관을 쓰기에 적합한 형태로 바뀌게 되었다. 또한 덴무 12년(682년)에는 위계를 나타내기 위해 관모의 색깔을 구별하던 것을 바꾸어, 관모가 아닌 조복의 색깔로 구별하도록 변경했다.

### 종교 정책

#### 신토(神道)
일본의 전통적인 토속신에 대한 제사를 중시했던 덴무 천황은 지방에서 행해지던 제사의 일부를 국가 단위의 제사로 승격시켰다. 

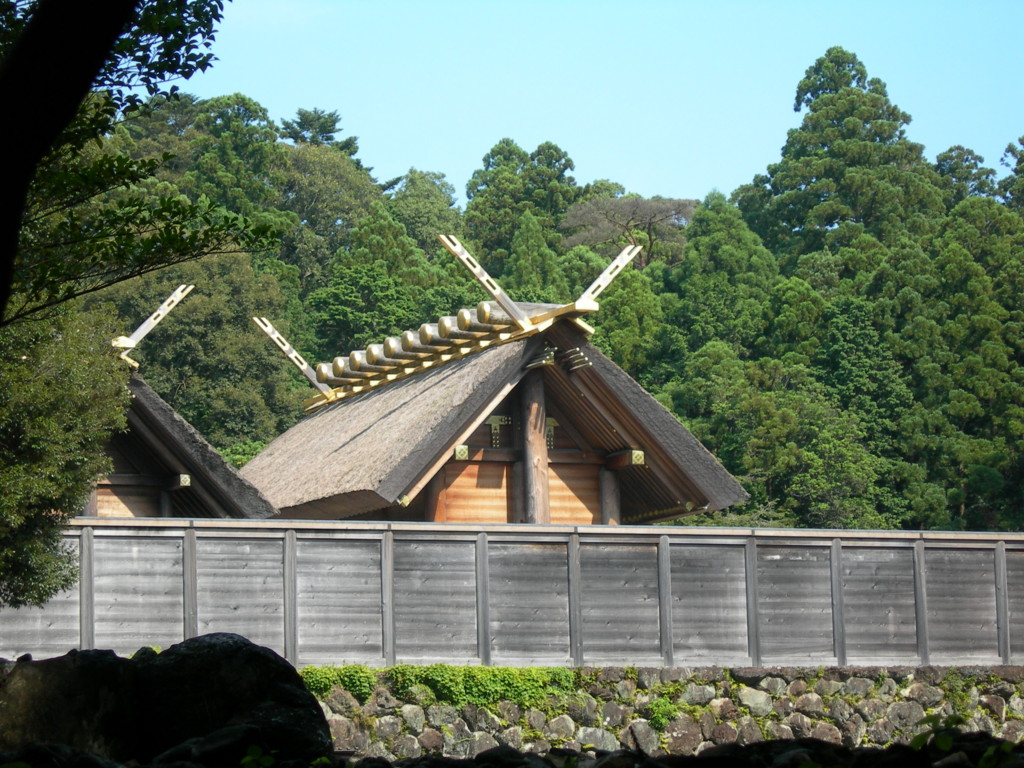
이세 진구. 내궁(內宮)

 덴무 천황이 특별히 중시한 것은 이세 신궁이었다. 일찍이 임신의 난 때, 군사를 거느리고 이세를 찾았던 그는 세키타가와(迹太川) 부근에서 아마테라스 오오미카미가 있는 방향을 향해 절을 올렸는데, 이는 구체적으로는 이세 신궁에서 모시고 있는 신이기도 한 아마테라스에게 전승을 기원한 것으로 보인다. 그렇게 난을 승리로 이끈 뒤, 천황은 딸인 오오쿠노 히메미코를 이세 진구에 보내어 사이오(齋王)로서 이세 진구를 섬기게 했다. 덴무 4년(675년) 2월 13일에는 딸 도오치노 히메미코(十市皇女)와 조카(덴지 천황의 딸) 아베노 히메미코(阿閉皇女, 훗날의 겐메이 천황)가 이세 신궁에 참배했다. 이세 진구의 모든 신전을 20년에 한 번씩 다시 짓는다는 시키넨센구(式年遷宮)의 제도를 처음 발안한 것도 덴무 천황이다. 이세 신궁을 이스즈 강(五十鈴川)가의 현 위치에 세운 것도 덴무 천황으로, 그 이전에는 미야가와(宮川) 상류의 다키하라 궁(滝原宮)에 원래의 이세 신궁이 있었던 것으로 보인다.
'아마테라스 오미카미'라는 신격을 처음으로 창조한 것은 다름 아닌 덴무 천황이었다는 설도 있다. 사이오라는 것도 《고지키》나 《일본서기》에 따르면 유랴쿠 천황 때부터 시작해 스이코 천황 때까지 있었다고 하나, 실제로는 덴무 천황의 딸인 오오쿠노 히메미코가 최초의 사이오라는 설이 있다(고대사학자 겸 군마 대학 명예교수 모리타 테이森田悌의 설).
그 밖에, 덴무 3년(674년) 8월 3일에는 이소노카미 신궁(石上神宮)에 오사카베노 미코(忍壁皇子)를 보내어 그곳에서 소장하던 신보(神寶)를 다듬게 했다. 이듬해 1월 23일에 여러 진쟈에 제사드린것을 두고 기넨노사이(祈年祭)의 시초로 보기도 한다. 4월 10일에는 닷타(竜田)의 풍신(風神)을 모시기 위해서 미노 왕 등을 파견하고, 히로세(廣瀬)의 대기신을 모시기 위해 하시히토노 오오카이(間人大蓋) 등을 사자로 파견했다.

#### 불교
이미 즉위 전에 요시노로 낙향하기에 앞서, 승려로서 출가했던 경력이 있었던 천황은 재위 2년(673년) 3월에 가와라데라(川原寺)에서 《일체경》(一切經)을 필사하게 하는 대규모 사경 작업을 행했다. 5년(676년)에는 전국에 사자를 파견해 《금광명경》(金光明經)과 《인왕경》(仁王經)을 설법하게 했으며, 8년(679년)에는 궁중 및 야마토쿄(倭京)의 24개 절에서 《금광명경》을 설법하게 했다. 

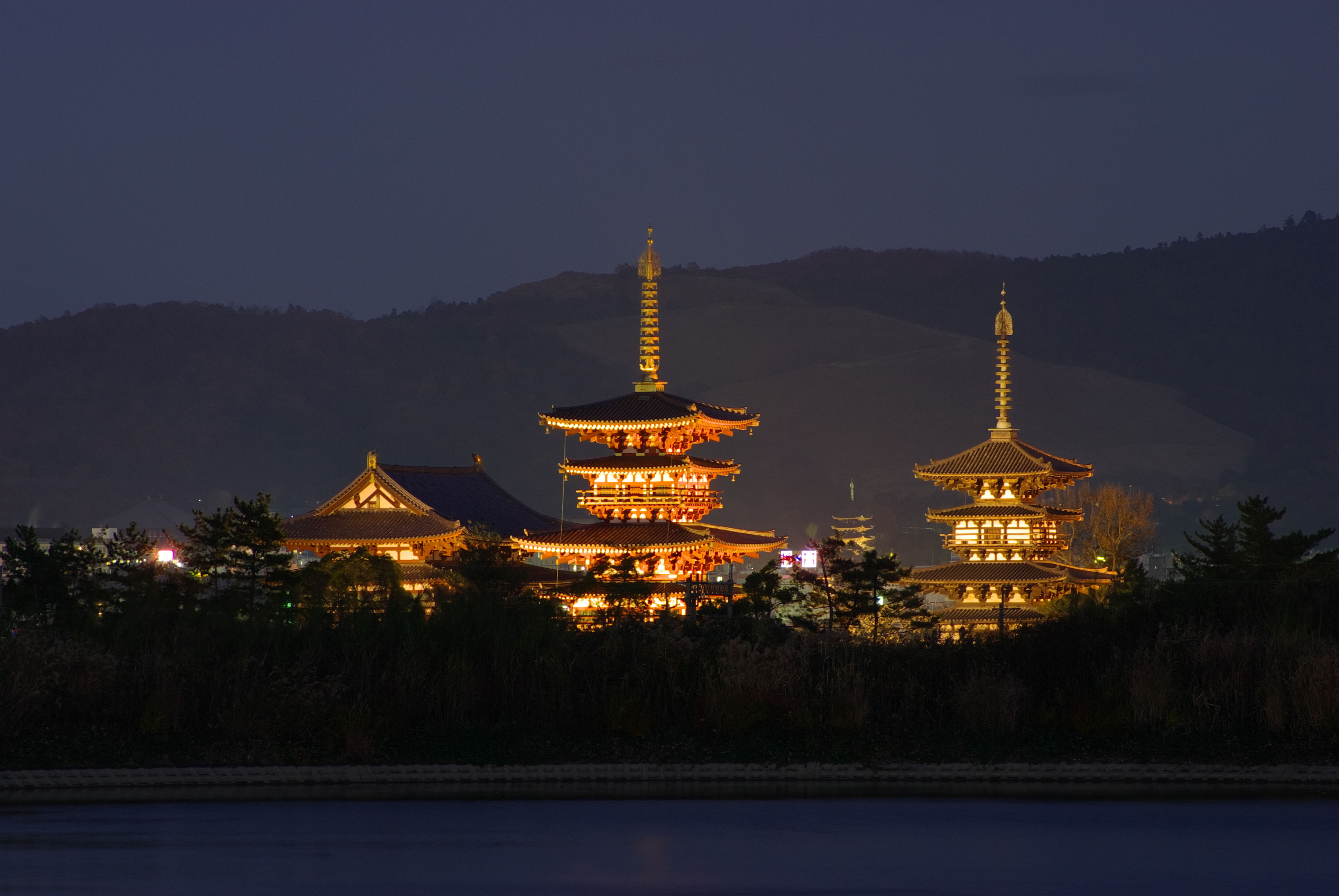
야쿠시지(藥師寺). 원래는 후지와라쿄에 있었으나 와도(和銅) 3년(710년)에 헤이조쿄로 옮겨졌다.

 사원 건립에 있어서는 《일체경》사경을 명했던 덴무 2년(673년) 12월 17일에 미노노 오오키미와 기노 가타마로(紀訶多麻呂)를 조고시대사사(造高市大寺司)에 임명하고, 선대 조메이 천황이 지었던 백제대사(百濟大寺)를 다케치(高市)로 옮겨 다카이치노오테라(高市大寺)로 삼았다. 9년(680년) 11월 12일에 황후의 병에 임해 야쿠시지(藥師寺) 건립을 기원하기도 했으며, 그 자신의 병에 즈음해서도 여러 가지로 불교에 의지하는 등의 방식으로 쾌유를 바랐다.
덴무 14년(685년) 3월 27일, 천황은 집집마다 불사(佛舍)를 짓고 예배·공양하라는 조를 내렸다.(여기서의 '집'이 어느 정도의 인원수의 단위인가는 불명하지만, 불교를 널리 포교하기 위한 목적이었다.) 이 무렵까지 기나이를 제외하고 다른 지방에 불교 사찰의 수는 적었지만, 덴무·지토조에 이르러 전국에 우지데라(氏寺) 이 활발히 축조되었다. 유적에서 발굴된 기와를 통해, 중앙에 위치한 소수의 사찰마다 지역을 분담해 건설을 지도하는 등 정책적인 지지가 이루어졌음을 상정할 수 있다(불교사학자 다무라 엔츄田村圓澄설).
그러나 이러한 천황의 불교 보호는 승니들에게 사찰에 틀어박혀 천황이나 국가를 위한 기도에 전념할 것을 요구하는 것으로, 불교를 국가에 종속시키기 위한 것이기도 했다. 국가신도가 너무 세력이 강성해지는 것도 원하지 않았던, 국가신도를 견제하기 위한 천황의 '국가불교'인 셈이다. 덴무 4년에 여러 사찰에 내려졌던 산림과 천택을 거두어들이고 8년에는 식봉을 내리는 등 사찰의 수입을 국가가 관리하기도 했다. 중앙통제기관으로는 스이코 천황 때에 설치되었다가 폐지되었던 승정·승도 등을 부활시켜 승강제를 정비했다. 천황의 불교 이해나 그 대하는 자세도 내세보다는 현세에서의 이익을 추구한 피상적인 것이었다는 지적이 있다. 대표적인 예로 천황이 수도와 각 지방의 사찰에서 설법하게 한 것은 《금광명경》이나 《인왕경》같은 호국불교적 사상에서 중시하는 경전으로, 개인의 구제나 불교적인 깨달음을 얻는 것에는 별다른 관심을 가진 흔적이 없다. 덴무 천황 개인의 입장에서 불교에 요구한 것은 황후와 자신의 병 치유였지 불교의 자아부정이나 이타 사상을 실현하고자 한 것은 아니었던 것이다.

#### 도교
덴무 천황의 종교관에서 가장 두드러져 보이는 것은 도교적인 요소이다. 천황이 제정하게 한 야쿠사노 가바네의 최상위는 마히토(眞人)이며, 천황 자신의 일본식 시호는 '아마노누나하라오키노마히토(天渟中原瀛眞人)'에서 '오키(瀛)'는 도교에서 동해 바다 위에 있다는 삼신산의 하나이며 마히토는 선인의 상위 계급에 속한다. 일본식 시호를 놓고 볼 때 천황의 시호는 '하늘의 한가운데, 영주산에 살고 있는 진인(眞人)'으로서 도교의 최고위 신이라는 풀이가 가능하다. 《일본서기》에서 덴무 천황 스스로 조예가 깊었다고 전하는 천문둔갑은 도교적인 기능이다. 또한 덴무 천황의 무덤에 사용된 팔각분(八角墳)은 동서남북의 사방에 북동·북서·남동·남서를 더한 팔방을 가리키는 것으로 이것도 도교적인 방위관에서 나온 것이라는 해석이 있다.

## 인물상
덴무 천황은 종교나 초자연적인 힘에 관심이 많고 신불에 대한 믿음도 두터웠다. 《고사기》에는 덴무 천황이 꿈 속에서 들은 노래의 내용을 풀이하여 한밤중의 물에 던져, 자신이 황위에 오를 것을 알았다고 적고 있다. 《일본서기》에는 천문둔갑에 뛰어났다는 기록을 남기고 있으며, 임신의 난에서는 스스로 점을 쳐서 장차 천하가 양분될 징조를 예측했다거나 여러 신들에게 기도하여 뇌성폭우를 그치게 하는 등의 활약을 보이고 있는데, 이는 모두 도교적인 기능이다. 즉위 뒤에도 종교나 의식에 대한 관심은 잦아들지 않았으며, 운세의 활용이나 신불에 대한 기원을 통해 목적을 달성하려는 모습이 많이 등장한다. 그의 이러한 예언자적 능력은 후세에 천황이 사람들 사이에 신이나 다름없는 카리스마성을 몸에 지니게 하는 결과를 낳았다.
덴무 천황이 읊은 와카는 후지와라 부인과 주고 받은 것으로 보이는 것과 요시노의 '요시'를 반복하는 노래, 그리고 요시노의 외로운 길을 노래하는 어두운 분위기의 노래 등이 전해지고 있으며, 한시를 읊었다는 사료는 없다. 천황의 취미는 수수께끼 내기와 같은 서민적인 모습이 많았는데, 덴무 14년(674년) 9월 18일에 황궁 대안전에서 바쿠치(博戯) 대회를 열기도 하는 등의 유협적인 모습도 지녔다. 위에서 든 각종 예능자에게 대한 후대도 천황의 기호와 무관하지 않을 것으로 여겨진다. 이를 통해 천황이 민심을 살피는 데에 뛰어났다고 평가하기도 한다. 분랴쿠 2년(1235년)에 덴무·지토 합장릉이 도굴당했을 때의 조사기록인 《아후노야마료우키》(阿不之山陵記)에는 생전 덴무 천황의 체격을 엿볼 수 있는 기록이 남아있는데, 도굴시 외부에 노출된 덴무 천황의 유골은 머리가 보통 사람보다 조금 크고 검붉은 색을 하고 있었으며, 정강이뼈는 한 자 여섯 치(48 cm), 팔꿈치 길이가 한 자 네 치(42 cm)였다는 것이다. 이것으로 추정한 천황의 키는 175 cm 정도로 당시로서는 꽤 큰 편이었다고 보인다. 당시의 구교였던 후지와라노 사다이에의 일기인 《메이게쓰키》에는 무덤의 유골에 뼈와 흰 머리카락까지 그대로 남아있었다고 하는데, 그때는 덴무 천황의 사망에서 대략 7백년 정도가 지난 뒤였다.

## 가족 관계
- 아버지 : 일본 제34대 죠메이 천황(舒明天皇, 593~641)
- 어머니 : 일본 고교쿠 천황 다카라노황녀(皇極天皇 宝皇女, 594~661)
  - 황후 : 일본 제41대 지토 천황 우노노사라라노 황녀(持統天皇 鸕野讃良皇女, 645~703)
    - 차남 : 오카노미야교우천황 구사카베노황자(岡宮御宇天皇 草壁皇子, 662~689)
      - 손녀 : 일본 제44대 겐쇼 천황(元正天皇, 680~748)
      - 손자 : 일본 제42대 몬무 천황(文武天皇, 683~707)
      - 손녀 : 기비내친왕(吉備内親王, ?~729)

  - 비 : 오타노황녀(大田皇女, ?~667) - 황후 지토 천황(皇極天皇)의 동모 언니
    - 차녀 : 오쿠노황녀(大来皇女, 661~701)
    - 3남 : 오쓰노황자(大津皇子, 663~686)

  - 비 : 오에노황녀(大江皇女, ?~699)
    - 7남 : 나가노황자(長皇子, ?~715)
    - 9남 : 우게노황자(弓削皇子, ?~699)

  - 비 : 니이타베노황녀(新田部皇女, ?~699)
    - 6남 : 도네리 친왕(舎人親王, 676~735)
      - 손자 : 일본 제47대 준닌 천황(淳仁天皇, 733~765)

  - 부인 : 히카미노이라츠메(氷上娘, ?~682)
    - 딸 : 다지마노황녀(但馬皇女, ?~708)

  - 부인 : 이오에노이라쓰메(五百重娘) - 후지와라 씨(藤原氏)의 시조인 후지와라노 카마타리(藤原鎌足, 614~669)의 딸
    - 10남 : 니이타베노친왕(新田部親王, ?~735)

  - 부인 : 오호누노이라쓰메(大蕤娘, ?~724) - 소가노 아카에(蘇我赤兄, 623~?)의 딸
    - 5남 : 호즈미친왕(穂積親王, ?~715)
    - 딸 : 기노황녀(紀皇女)
    - 딸 : 다카타노황녀(田形皇女, 674~728)

  - 채녀 : 누카타노왕(額田王) - 카가미노왕(鏡王)의 딸
    - 장녀 : 도오치노황녀(十市皇女, 653?~678) - 고분 천황(弘文天皇, 648~673)의 황후

  - 빈 : 아마코노이라츠메(尼子娘) - 무나카타노 도쿠젠(胸形徳善)의 딸
    - 장남 : 다케치노황자(高市皇子, 654?~696)

  - 궁인 : 가지히메노이라츠메(カヂ媛娘) - 宍人大麻呂의 딸
    - 4남 : 오사카베노황자(忍壁皇子, ?~705)
    - 아들 : 시키노황자(磯城皇子)
    - 딸 : 하츠세베노황녀(泊瀬部皇女, ?~741)
    - 딸 : 다키노황녀(託基皇女, ?~751)

## 같이 보기
- 일본 천황